# 八幡神社 (かほく市森)
八幡神社（はちまんじんじゃ）は、石川県かほく市森ツ2番地にある神社。

## 概要
境内は鬱蒼とした森に覆われ、全体が小高い丘となっている。西田幾多郎生誕の地のごく近くに位置する。また、近隣に西田の墓がある。
祭神は、応神天皇。
創建は承和8年(841年)。
旧社格は無格社。
かほく市横山の賀茂神社の末社だという。

## 森城について
神社のある丘の上には、かつて森城と呼ばれる砦（日本の城）があった。現在、曲輪や土塁などの僅かな遺構が残っている。築城年は不明。

## 文化財
- 石川県埋蔵文化財包蔵地